# Fatsa
Fatsa és una vila i un districte de la província d'Ordu, a la Regió de la Mar Negra de Turquia.

## Etimologia
El nom Fatsa deriva de Fanizan filla del rei Farnaces II del Pont i des d'allà hauria mutat a través de Fanise, Phadsane, Pytane, Facha i actualment Fatsa. Segons els registres de l'Imperi Otomà, figura amb el nom de Satılmış. Els grec l'anomenaren també Polemonion i Side. Podria haver estat l'antiga Fabda.

## Història
Polemonion (en llatí Polemonium, en grec antic Πολεμώνιον) era una ciutat de la costa del Pont a la desembocadura del riu Sidè (actualment conegut com a Bolaman Irmağı). Plini el Vell situa la ciutat a 120 milles romanes d'Amisos, que sembla una distància massa gran. Ni Estrabó ni cap altre geògraf mencionen la ciutat, i es creu que es va construir al lloc de l'antiga Side (la comarca de la qual es coneixia com a Sidene) i va agafar el nom del rei Polemó I del Pont, nomenat per Marc Antoni el 36 a. C. o més probablement del seu fill i successor Polemó II. Aquesta part del Pont és va fer important amb el temps, i va rebre el nom de Pont Polemoníac.